# バキーネツ (コルベット)
バキーネツ(ロシア語:Бакинецバキーニェツ)は、ソ連・ロシア連邦およびアゼルバイジャンの警備艦(Сторожевой корабль)・フリゲート(Фрекат)・コルベット(Корвет)である。艦名は「バクー市民」、「バクーっ子」といった意味。

## 概要

### 建造
バキーネツは、ロシア共和国・カリニングラートの第820造船工場で159-A号計画型警備艦の2番艦として建造された。この艦型は、ディーゼル・ガスタービン混合機関(CODAG)を売り物にした1000 t級の対潜艦159号計画型の発展型で、ソ連海軍の中堅艦として大量生産が予定されていた。
1964年4月12日には工場番号187号艦として起工、1966年8月24日付けでSKR-16(СКР-16)としてソ連海軍に編入された。同年7月21日には進水し、1967年7月25日には竣工、8月11日付けで北方艦隊に配備された。

### ソ連・ロシア連邦時代
竣工したSKR-16は、すぐさま白海への回航が実施された。セヴェロモルスクのバルチースクを出航したSKR-16は、スカンジナヴィア半島を廻り目的地へ到着した。1973年6月25日から1974年2月28日にかけてと1981年10月1日から1982年12月3日にかけての間、SKR-16はムールマンスク州・ロスリャコーヴォ居住区の第82艦船修理工場で中期修理を受けた。
1983年10月6日には、赤旗受賞カスピ小艦隊への配備替えが実施された。SKR-16は、秋の内に運河を経て白海からカスピ海へ回航された。1991年4月5日には、艦名をバキーネツと改めた。この年12月にはソ連が崩壊し、バキーネツはロシア海軍に委譲された。

### アゼルバイジャン時代
1992年9月10日付けでバキーネツはロシア海軍を退役し、アゼルバイジャン海軍に引き渡された。10月1日付けでロシア海軍を除籍された。一方、ともにカスピ小艦隊に配備されていた僚艦コムソモーレツ・ダゲスターナも同日除籍されているが、こちらはアゼルバイジャン海軍に譲渡されることなくロシアによって資金資産局へ引き渡され、資金調達のため解体されている。
バキーネツは、アゼルバイジャン海軍にとって最大の戦闘艦艇となった。当初、アゼルバイジャン海軍は北大西洋条約機構(NATO)による分類と同じくこの艦をフリゲートに分類した。しかし、その後すぐにコルベット(корвет)に改めた。艦番号は、ソ連時代末期の「404」がそのまま使われた。

### 現状
しかし、アゼルバイジャン海軍はこのディーゼル・ガスタービン艦を使いこなすことができなかった。このことは、バクーの第23艦船修理工場の岸壁に係留されたまま無残な姿を晒す艦の有様が明瞭に証明している。一方、艦はオーバーホールに入れられるという情報もあり、IISS Military Balance 2005/2006によれば2006年現在でバキーネツはアゼルバイジャン海軍に在籍中となっている。伝えられるオーバーホールの情報によれば、バキーネツはその修理の際に若干の改修工事を受けることになっている。159-A型の特徴であった400 mm魚雷発射管とRBU-6000対潜ロケット弾発射機を撤去し、RBU-6000の撤去跡には30 mm対空機関砲AK-230を2 基搭載する予定であるという。
このような事情でバキーネツは稼動状態になく、アゼルバイジャン海軍の保有する稼動艦艇は限られた状態となっている。2005年発行の«Военные флоты мира»によれば、アゼルバイジャン海軍は旧ソ連製の火砲対潜艇10410型を保有しているというが、そのような事実はないとする情報源もある。